# Post reditum in quirites
Sauf précision contraire, les dates de cet article sont sous-entendues « avant l'ère commune » (AEC), c'est-à-dire « avant Jésus-Christ ».
Post Reditum in Quirites (« Après son retour : aux concitoyens ») est un discours écrit par Cicéron et probablement prononcé devant le peuple romain en septembre 57 av. J.-C.. Il y remercie le peuple pour le rôle qu'il a joué lors de son rappel d'exil. Il décrit ses sentiments ainsi que son action passée et s’en prend à ceux qu’il juge responsables de son infortune. 
Il est l’un des trois discours conservés qu’il prononça en ce mois de septembre 57, avec le Post Reditum in Senatus et le De Domo sua.

## Le titre
Le titre donné par Cicéron n’est pas connu. La tradition en retient plusieurs : Post reditum in Quirites, In Quirites, Cum populo gratias egit. À la préposition « in » se substitue parfois un « ad ». Le terme Quirites interpelle de façon oratoire les citoyens romains.

## Contexte

### L’exil
En 63, Cicéron, consul, déjoue la conjuration de Catilina. Sous son autorité, des complices, citoyens romains, sont exécutés sans jugement.
En 59, Jules César, consul, se prépare à sa mission en Gaule. Il sera absent de Rome plusieurs années et se méfie de Cicéron dont l’influence pourrait défaire les mesures qu’il a prises. Ses tentatives de compromis échouent. Il décide donc de faire tomber Cicéron et charge son homme de main Clodius Pulcher, tribun de la Plèbe désigné pour 58, de la tâche. Ce dernier voue une haine féroce envers Cicéron depuis plusieurs années.
Clodius ressort l’affaire des exécutions illégales de 63 dès son entrée en charge, et propose une loi qui condamne automatiquement tout magistrat qui lors de son mandat a fait exécuter sans jugement un citoyen romain, ce qui vise implicitement Cicéron et aboutit à son exil et la confiscation de ses biens en mars 58. 

### Le retour
Après le vote de la lex de exsilio, les amis et alliés politiques de Cicéron manœuvrent pour la faire abolir et obtenir le retour du banni. Cela leur prendra plus d’un an de procédures et de négociations avec les triumvirs ou leurs représentants. Finalement, une loi (Lex Cornelia) est votée, grâce à l'appui de Pompée : elle prescrit le rappel de Cicéron et la restitution de ses biens. Dès qu’il en est informé, il quitte Dyrrachium, où il était en attente, et gagne l’Italie par la mer. Il débarque à Brindes le 5 août. De là, il gagne Rome où il est accueilli triomphalement le 5 septembre. Le lendemain, au Sénat, il prononce un discours remarqué, le Post Reditum In Senatu, qui lui permet de retrouver toute son influence politique (auctoritas), au-delà de ses espérances. De plus, les magistrats lui accordent le droit de s'exprimer devant le peuple, occasion de ce discours.

## Contenu
Ce bref discours comporte 25 paragraphes dans le découpage actuel.

Ce discours est à lire en parallèle avec celui prononcé devant le Sénat quelque temps auparavant. Il en est une déclinaison adaptée à un auditoire populaire. On y retrouve les mêmes thèmes. La tonalité en est cependant différente : aux faits et à l'argumentation de l'In Senatu répond ici l'expression de sentiments largement développés, en particulier sur son ressenti et celui de ses proches (frère et enfants.).
« Toutefois, si j'avais toujours connu le calme et la tranquillité, je n'aurais pas éprouvé la joie et la satisfaction incroyables et presque divines dont je jouis maintenant grâce à votre bienfait. » (§ 2, trad. P. Wuilleumier)
« Le deuil lugubre de mon épouse infortunée, le chagrin éternel de la meilleure des filles, les regrets et les larmes enfantines de mon jeune fils étaient dérobés à vos yeux  par des voyages nécessaires ou, en grande partie, par les ténèbres des maisons. » (§ 8, trad. P. Wuilleumier).
Sans doute exagère-t-il consciemment le pouvoir du peuple romain auquel il s'adresse:
« A parentibus, id quod necesse erat, paruus sum procreatus; a vobis natus sum consularis. » (§ 5)
« Mes parents ne pouvaient me créer que nécessairement  petit; vous m'avez fait naître consulaire. » (trad. P. Wuilleumier). 
Politiquement, il s'abstient des critiques implicites envers César que contenait son discours au Sénat. Il parle ici devant un auditoire plus proche du parti populaire. On remarque d'ailleurs l'hommage appuyé qu'il rend à Marius (§ 7 et 19-21), figure emblématique de ce courant politique. On note cependant le portrait flatteur (§ 16-17) qu'il dresse de Pompée, l'adversaire de César et du parti populaire. Dans la péroraison (§ 18), il mentionne le retour à l'abondance alimentaire à Rome, sujet brûlant d'actualité.

## Transmission
Plusieurs manuscrits ont transmis les trois discours de septembre 57. Une analyse fine a permis aux éditeurs de poser que tous proviennent d'un modèle commun. Par élimination des filiations, quatre manuscrits sont retenus pour les éditions modernes. Le plus ancien (Parisinus 7794) de la Bibliothèque Nationale, IXe siècle s'avère de loin le plus proche de l'archétype commun. Néanmoins les autres permettent parfois de le corriger ou de le compléter utilement.